# Жданко Тетяна Олександрівна
Тетяна Олександрівна Жданко ( 19 липня (1 серпня) 1909    - 16 квітня 2007 ) - радянський і російський етнограф, доктор історичних наук, лауреат Державної премії СРСР в галузі науки і техніки (1981).

## Біографія
Тетяна Жданко народилася 19 липня (1 серпня за новим стилем) 1909 року в Єлисаветграді (нині — Кропивницький, Україна) в родині генерала Російської імператорської армії О. Є. Жданка.
У 1924 році закінчила трудову семирічну школу в Києві, після чого навчалася в торговельно-промисловій професійній школі. У 1927 році переїхала до Москви, де вступила на етнографічне відділення історико-етнологічного факультету Першого Московського державного університету, який завершила у 1930 році.
Після закінчення навчання отримала направлення до Узбекистану. У 1931–1935 роках очолювала Відділ історії Узбекистану колоніального періоду в Центральному державному музеї Узбецької РСР у Самарканді. У ці роки неодноразово брала участь в наукових експедиціях.
У 1936–1941 роках працювала завідувачем відділу Узбекистану в Музеї народів СРСР у Москві.
Після початку Великої Вітчизняної війни разом із сім'єю евакуювалася до Челябінської області. У 1942-1943 роках знову працювала в музеї в Самарканді. Повернулася до Москви і в 1944 році вступила до аспірантури Інституту етнографії АН СРСР, де її науковим керівником був С. П. Толстов . У 1947 році захистила кандидатську дисертацію та продовжила роботу в інституті у відділі етнографії народів Середньої Азії та Казахстану. У 1945-1959 керувала Каракалпакським етнографічним загоном, була заступником начальника Хорезмської археолого-етнографічної експедиції. У 1964 році захистила докторську дисертацію  .
Тетяна Жданко спеціалізувалася на історії народів Середньої Азії та Казахстану  . Написала низку наукових праць, присвячених історії та етнографії каракалпаків . 
Похована на Введенському цвинтарі поряд із рідною сестрою Іриною Жданко .
Дочка - Ірина Василівна Ходкіна (нар. 1938). Охоронниця сімейних архівів Жданка та Брусилових . У грудні 2022 року передала до зборів Музею полярників ім. Ст. І. Альбанова (філія Національного музею Республіки Башкортостан ) справжній лист Єрмінії Жданко та справжні фотографії її сім'ї 1900–1910 рр.  .

## Твори
1. 1 2 3 4  Чеська національна авторитетна база даних